# الشبيبة الإسلامية
حركة الشبيبة الإسلامية جماعة إسلامية مغربية متطرفة عنيفة وسرية تأسسّت سنة 1969، على يد كل من عبد الكريم مطيع وإبراهيم كمال. وتعتبر أول حركة إسلامية منظمة برزت للوجود في المغرب.
بين سنتي 1972 و1975، شهدت الشبيبة الإسلامية نموًا كبيرًا في الجامعات المغربية، حيث ملأت الفراغ الذي تركه الاتحاد الوطني لطلبة المغرب عندما تم قمعه. ويقال إنّ أجهزة الاستعلامات المغربية هي التي استعملتهم لمواجهة مناضلي اليسار واليسار الجذري، قصد إقصائهم من التنظيمات النقابية الطلابية.
عدد كبير من مكونات الحركة الإسلامية الراهنة بالمغرب هم امتداد للشبيبة الإسلامية، مثل الأمين العام لحزب العدالة والتنمية عبد الإله ابن كيران، ومصطفى الرميد وزير العدل والحريات الأسبق.

## اغتيال عمر بنجلون
اتُّهِمت الحركة بالوقوف وراء اغتيال عمر بنجلون في 18 ديسمبر 1975، فتمّ اعتقال إبراهيم كمال يوم 7 يناير 1976 الذي كان نائبا لرئيس تنظيم الشبيبة الإسلامية عبد الكريم مطيع، الذي تمكن من مغادرة البلاد.
وبعد ذلك بخمس سنوات أدانت غرفة الجنايات بمحكمة الاستئناف بالدار البيضاء عبد الكريم مطيع وحكمت عليه غيابيا بالسجن المؤبد، وبرأت نائبه إبراهيم كمال بتاريخ 18 سبتمبر 1980.